# Ящурка Штрауха
Я́щурка Штра́уха (лат. Eremias strauchi) — вид ящериц из рода ящурок.
Назван в честь российского зоолога А. А. Штрауха.

## Внешний вид
Мелкая ящерица, длина её тела не превышает 8 см, вес — 7 г. Между предлобными щитками обычно располагается маленький дополнительный щиток. Верхнехвостовые чешуи со слабовыраженными ребрышками. Верх желтовато-, оливково- или буровато-серого цвета. Средняя часть спины без пятен и полос. По бокам хребта продольные ряды белых или зеленоватых округлых пятен с черными промежутками между ними.

## Образ жизни
Обитает в полупустынях, сухих предгорьях и горах, на высоте до 1800 м. Активна днем. Весной появляется в марте — апреле. Уходит на зимовку в октябре. Питается жуками, прямокрылыми, муравьями и гусеницами. Откладка 3—7 яиц длиной 1,3—1,5 см в мае.

## Распространение
Распространена на юге Армении и Азербайджана, на северо-востоке Турции, на севере Ирана и на юге Туркмении.

## Подвиды
Вид Ящурка Штрауха делится на 2 подвида:
- Eremias strauchi kopetdaghica Schtscherbak 1972
- Eremias strauchi strauchi Kessler 1878